# Just Like You (End of You)
Just Like You è una canzone del gruppo musicale finlandese alternative rock End of You uscita il 29 gennaio 2011 come singolo esclusivamente in formato digitale.

## Tracce
1. Just Like You – 4:18

## Formazione
- Jami Pietilä - voce
- Jani Karppanen - chitarra
- Joni Borodavkin - tastiere
- Marko Borodavkin - basso
- Heikki Sjöblom - batteria